# IC 2339
IC 2339 — галактика типу SBc () у сузір'ї Рак.
Цей об'єкт міститься в оригінальній редакції індексного каталогу.